# Redemptio suis nummis
Redemptio suis nummis (deutsch: Freikauf mit eigenem Geld) ist ein Rechtsinstitut des römischen Rechtes. Es entstand unter Mark Aurel. 
Ein Sklave, der einem Dritten Geld dafür gab, ihn freizukaufen, konnte diese Freilassung vor dem Stadtpräfekten einklagen.